# 时间揭示真相 (贝尼尼)
《时间揭示真相》是意大利艺术家吉安·洛伦佐·贝尼尼的一尊大理石雕塑，创作于 1645 年至 1652 年之间。雕塑描绘象征真理的裸体年轻女子，被揭开面纱。但是上方象征时间的人物没有出现。直到 1665 年，贝尼尼仍表示希望添加这个人物。现藏于罗马博尔盖塞美术馆。